# Kuala Lumpur Monorail
Kuala Lumpur Monorail (bekannter als KL Monorail) ist eine aufgeständerte Einschienenbahn in der malaysischen Hauptstadt Kuala Lumpur. Sie stellt, neben zwei anderen herkömmlichen Stadtbahnsystemen, eines der drei städtischen schienengebundenen Nahverkehrsmittel dar.
Die KL Monorail wurde am 31. August 2003 eröffnet, wird von der KL Infrastructure Group betrieben und bedient auf einer 8,6 Kilometer langen, durchgehend zweispurigen Strecke elf Haltestellen in der Innenstadt Kuala Lumpurs.

## Planung und Bau
Das Einschienenbahnprojekt wurde im Januar 1990 angekündigt, nachdem die malaysische Regierung auf einer Kabinettssitzung im Juni 1989 grünes Licht für das Projekt gegeben hatte. Die Kosten wurden damals auf 143 Millionen MYR, damals rund 37 Millionen Euro, geschätzt. Das 14 Kilometer lange System mit 22 Stationen war für die Beförderung von mehr als 34.000 Passagieren pro Tag auf einer 20-minütigen Schleife durch das Geschäftszentrum von Kuala Lumpur ausgelegt. Es war geplant, in zwei Phasen zu bauen: in Phase 1 sollten 16 Stationen über 7,7 Kilometer bedient werden und in der zweiten Phase eine weitere Schleife von 6,5 Kilometern hinzugefügt werden. Die erste Phase sollte innerhalb von zwei Jahren abgeschlossen sein.
Die Arbeiten sollten im Juni 1990 beginnen, der Start wurde jedoch auf Mai 1991 verschoben, nachdem sich der Bürgermeister der Stadt darüber beschwert hatte, dass die Angebote für die Vorbereitungsarbeiten zu hoch seien. Der Bau wurde dann von Hitachi aufgenommen, aber im Dezember 1997 in Folge der Asienkrise stoppte das Bauunternehmen die Bauarbeiten an der Strecke. Im Juli des folgenden Jahres nahm MTrans Holdings, ein lokales Konsortium, das später als Scomi Rail firmierte, die Arbeiten wieder auf. Um Kosten zu sparen, erfolgte die Herstellung eigener Schienenfahrzeuge vor Ort. Die Fertigstellung der Strecke samt technischer Ausstattung und Fahrzeugpark kostete letztlich 1,18 Milliarden MYR, umgerechnet etwa 270 Millionen Euro.

## Strecke
Die Strecke verläuft hufeisenförmig vom Hauptbahnhof Kuala Lumpur Sentral über süd- und nordöstliche Teile der Innenstadt zum Endbahnhof Titiwangsa. Neben den beiden Endhaltestellen kann an zwei weiteren Bahnhöfen in die Stadtbahnen Ampang Line (Star LRT) und Kelana Jaya Line (Putra LRT) umgestiegen werden.

### Planungen
Die Strecke der Einschienenbahn ist so angelegt, dass sie verlängert werden kann. Diese Erweiterungen sind bereits in den ursprünglichen Planungen der frühen 1990er Jahre als Vorschläge enthalten.
- Phase 1 ist eine etwa 12 Kilometer lange Streckenergänzung vom Hauptbahnhof KL Sentral in den Süden bis in den ab 1963 angelegten Stadtteil Happy Garden im Vorort Kuchai Lama.
- Phase 2 war eine geplante Verlängerung der Phase 1 über Happy Garden hinaus bis Sunway in Subang Jaya, die in den 2010er Jahren durch die Verlängerung der Kelana Jaya Line und dem 2015 eröffneten Sunway BRT ersetzt wurde.
- Phase 3 ist eine etwa 3 Kilometer umfassende Verlängerung über die derzeitige Endstation Titiwangsa hinaus nach Nordwesten zum Messegelände „MATRADE“ im Stadtteil Segambut mit Endhalt am dortigen Bahnhof der S-Bahn-Linie KTM 2, der Port Klang Line.

## Fahrzeuge
Die erste Fahrzeuggeneration der Einschienenbahn Kuala Lumpur waren Nachbauten der ALWEG-Züge der Einschienenbahn Seattle, die vom malayischen Unternehmen Scomi Rail in einer eigens dafür errichteten Produktionsstätte mit eigener Teststrecke in Rawang gebaut wurden. Es handelt sich um zweiteilige Zuggarnituren mit einer Kapazität von 158 Personen im regulären Betrieb bei 4 Stehplätzen pro Quadratmeter, die Flotte umfasste 2017 lediglich sechs Züge.
Mit dem Anfang der 2010er Jahre angeschobenen Expansionsprogramm für die Monorail wurden von Scomi auch neue Züge entwickelt, die eine deutliche Steigerung der Passagierkapazitäten mit sich bringen sollten. Die nunmehr vierteiligen Zuggarnituren des Modells SUTRA, einer Abkürzung für „Scomi Urban Transit Rail Application“, die baugleich ab 2010 bereits an die Einschienenbahn Mumbai ausgeliefert wurden, bieten auf 45,4 Metern Zuglänge und bei 54 Tonnen Gesamtgewicht insgesamt 430 Personen Platz bei 96 Sitzplätzen und einer kalkulierten Stehplatzbelegung von 4 Personen je Quadratmeter. Die ersten beiden Züge wurden 2014 auf den Fahrbalken gesetzt und im Mai 2022 waren alle geplanten zwölf Zugeinheiten ausgeliefert und in Betrieb. Danach wurden die letzten beiden zweiteiligen Züge abgestellt.
Im Vergleich zur ersten Fahrzeuggeneration hat der SUTRA eine Verbundkarosserie und eine besser Feuer hemmende Innenverkleidung, ein neues Drehgestellsystem, einen neuen Antriebsstrang, ein verbessertes Antriebs- und Steuerungssystem sowie ein regeneratives und pneumatisches Bremssystem. Aufgrund des verbesserten Direktantriebes und des geringeren Fahrzeuggewichts ist die zweite Generation energieeffizienter, hat außerdem einen kleineren Wenderadius von 50 Metern und kann Steigungen bis zu sechs Grad bewältigen.

## Betrieb
Die Betreibergesellschaft KL Infra machte seit der Inbetriebnahme kontinuierlich Verluste. Im April 2007 begann KL Infra Gespräche, um die Monorail an den staatlichen malayischen Infrastrukturbetreiber Prasarana zu veräußern. Diese betreibt bereits die anderen Stadtbahnen und war zu dem Zeitpunkt im Besitz von 10 % der Gesellschaftsanteile KL Infras. Der Handel mit Aktien der KL Infra wurde zum 15. Mai 2007 ausgesetzt. Am selben Tag teilte der Vorstand des Unternehmens mit, nicht zahlungsfähig und nicht in der Lage zu sein, alle Schulden innerhalb eines Zeitraums von höchstens zwölf Monaten vollständig zu begleichen. Am 28. November 2007 unterzeichnete Prasarana Malaysia einen Kaufvertrag mit KL Monorail Systems, der Prasarana zum Betreiber von KL Monorail machte und das Darlehen in Höhe von 882 Millionen MYR übernahm.
Ende 2011 wurde ein Auftrag zur Ausrüstung der Strecke mit ETCS Level 1 für 13,5 Millionen Euro an die Thales Group vergeben. Damit sollte ab November 2012 ein Betrieb mit vierteiligen Zügen ermöglicht werden.

## Bildergalerie

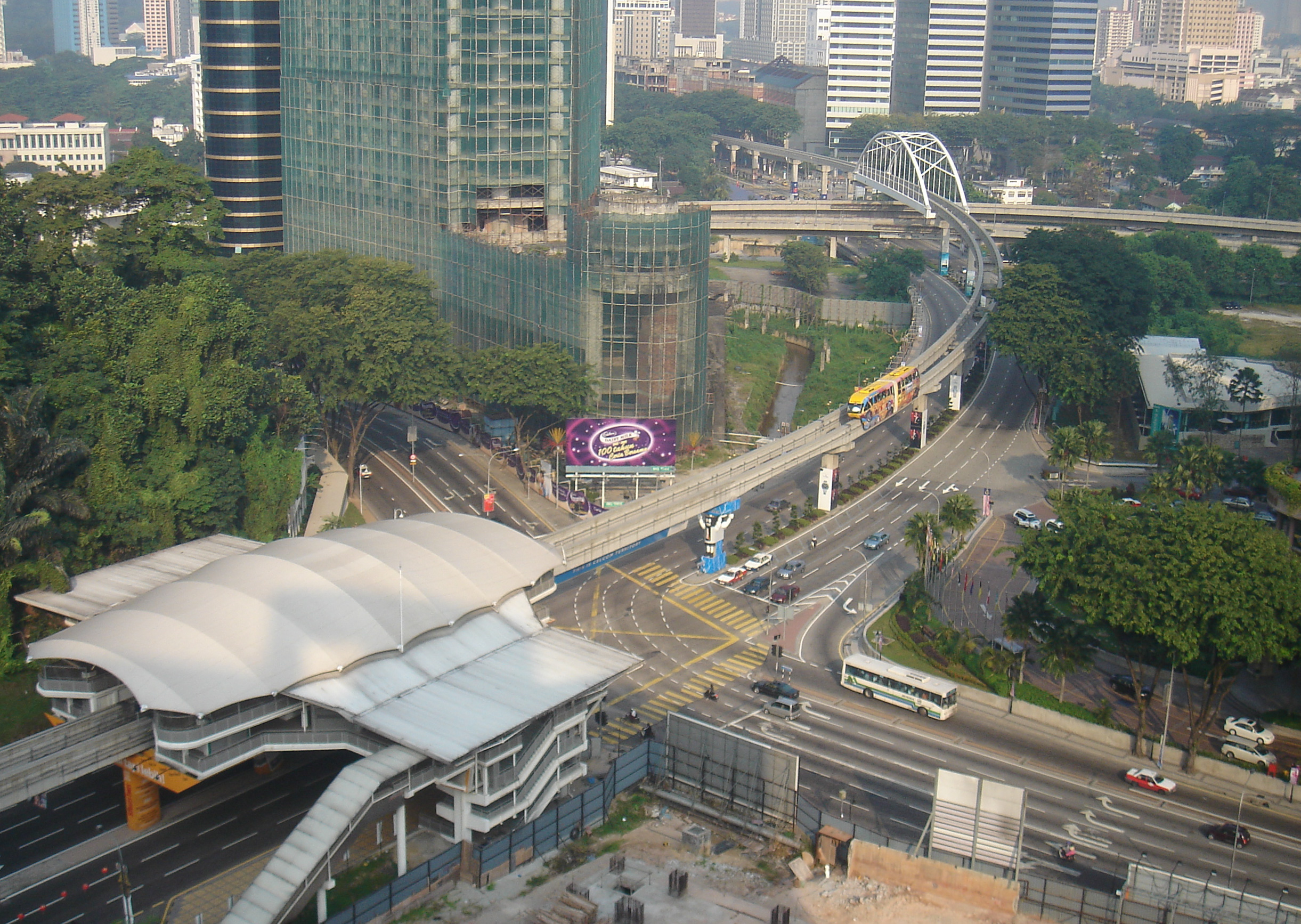
Haltestelle Bukit Nanas
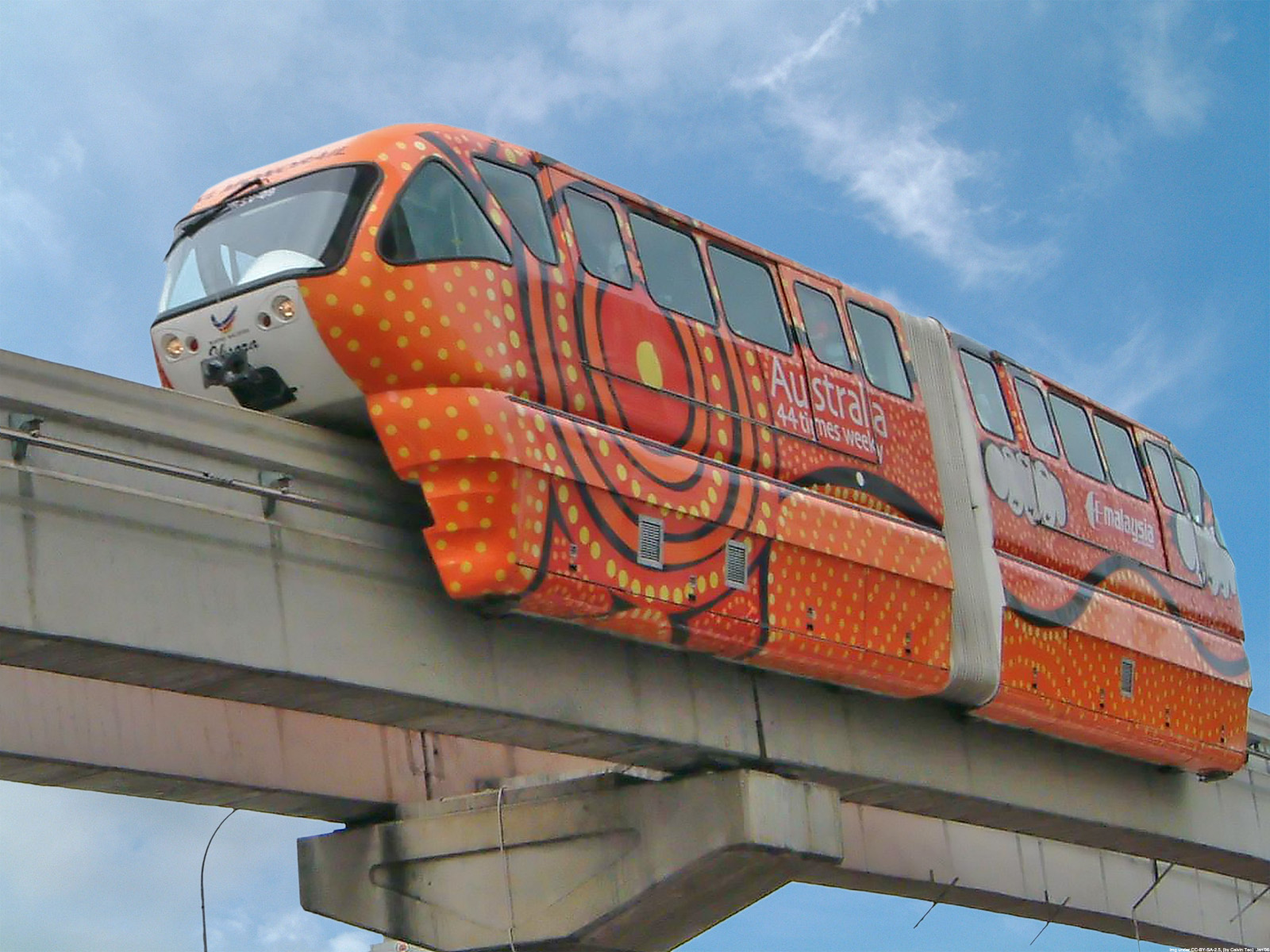
Eine 2-Wagen-Garnitur auf der Strecke
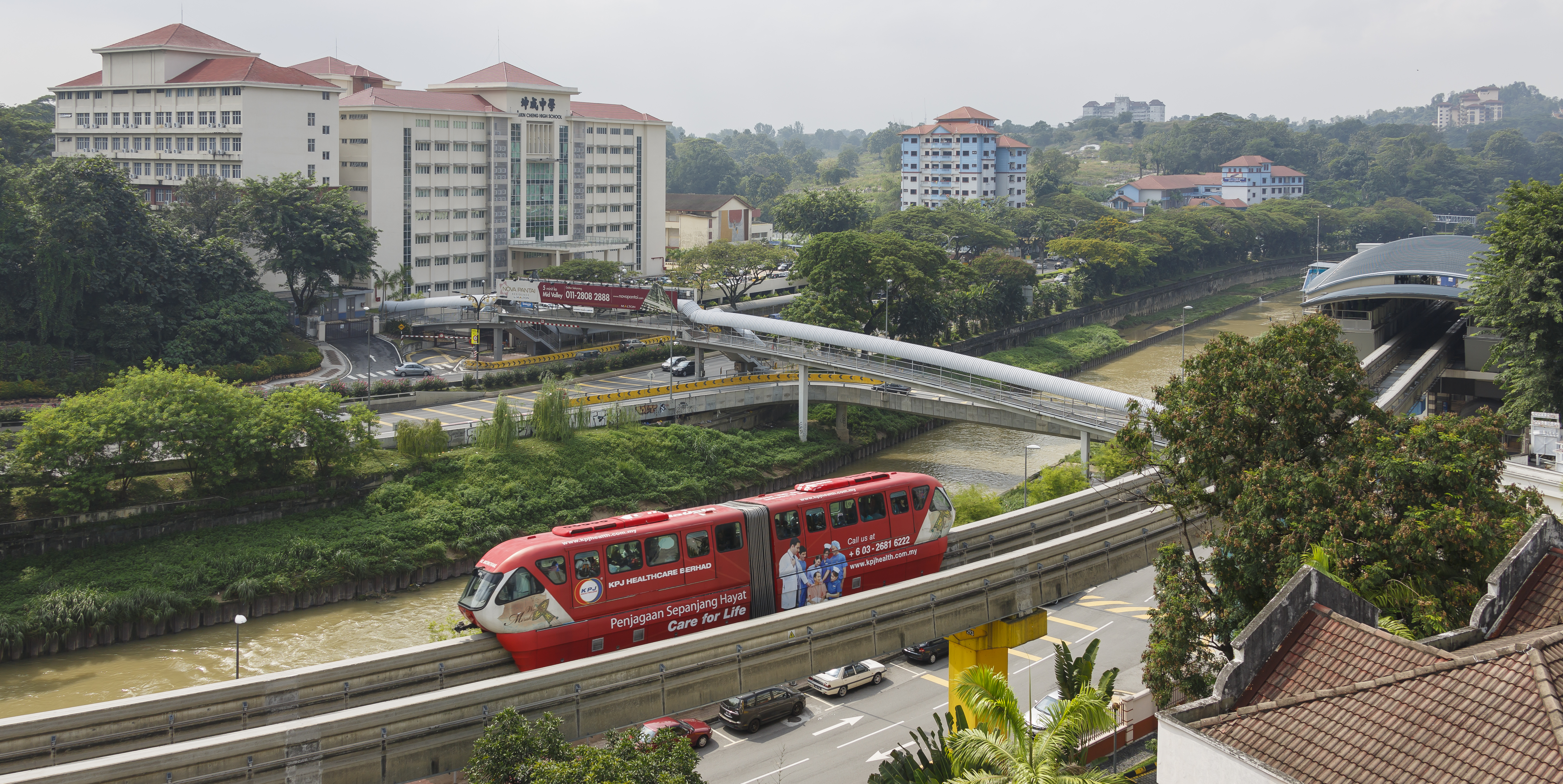
2-Wagen-Züge waren bis 2022 im Dienst
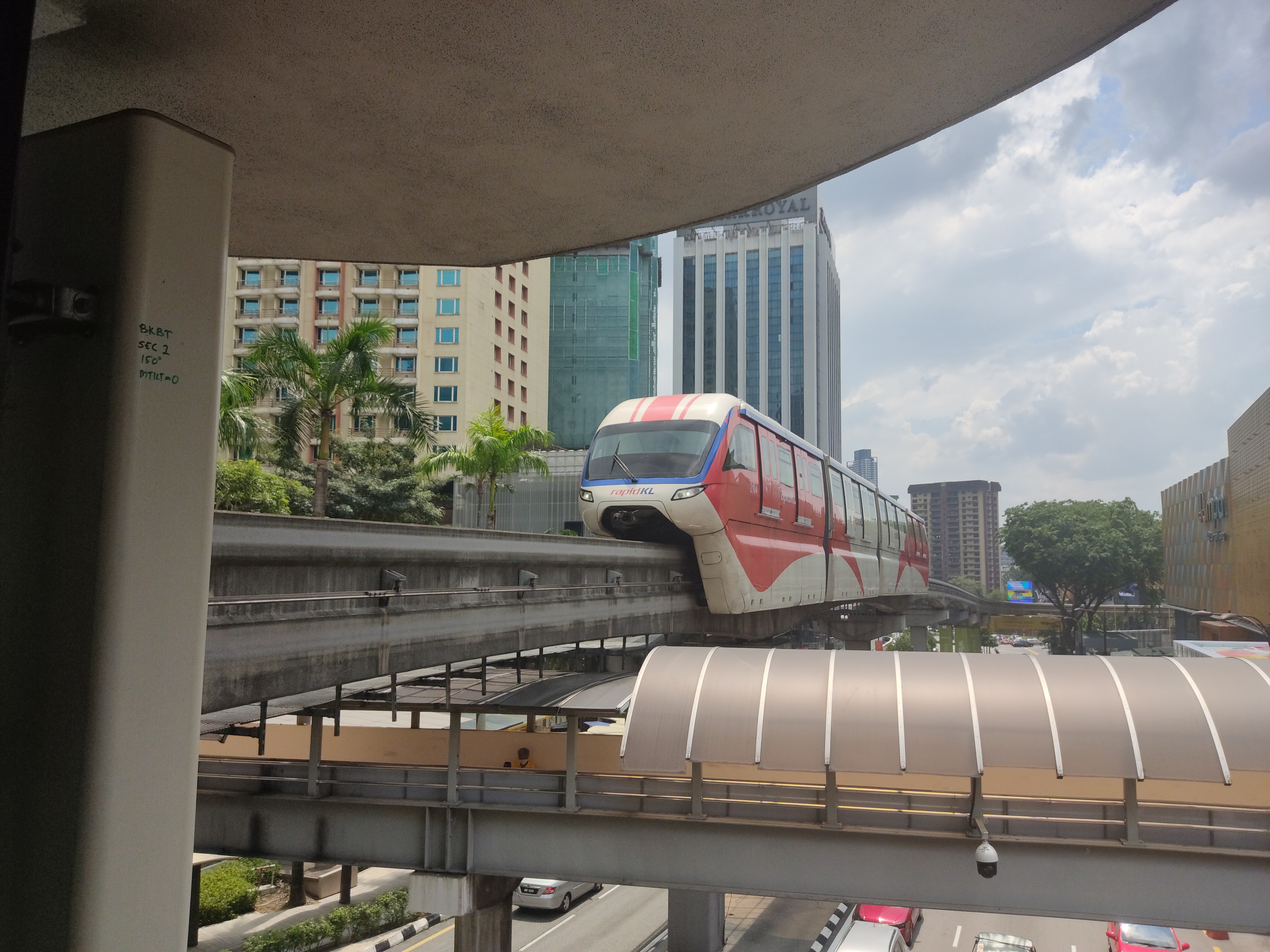
Ein 4-Wagen-Zug erreicht die Station Bukit Bintang